# Васьково (Опочецький район)
Васьково (рос. Васьково) — присілок в Опочецькому районі Псковської області Російської Федерації.
Населення становить 4 особи. Входить до складу муніципального утворення Пригородна волость.

## Історія
Від 2015 року входить до складу муніципального утворення Пригородна волость.

## Населення
| 2001 | 2002 | 2010 | 2012 | 2013 | 2014 | 2015 |
| ---- | ---- | ---- | ---- | ---- | ---- | ---- |
| 10   | ↗15  | ↘11  | ↘10  | →10  | ↘8   | ↘5   |
| 2016 |      |      |      |      |      |      |
| ↘4   |      |      |      |      |      |      |